# AKAP8L
AKAP8L‏ (A-kinase anchoring protein 8 like) هوَ بروتين يُشَفر بواسطة جين AKAP8L في الإنسان.